# Zag
Zag (en àrab الزاك, az-Zāg; en amazic ⵥⴰⴳ) és un municipi de la província d'Assa-Zag, a la regió de Guelmim-Oued Noun, al Marroc. Segons el cens de 2014 tenia una població total de 12.763 persones Es troba al sud del municipi d'Assa i és l'últim assentament en el camí cap al sud fins al Sàhara Occidental.